# The Torture Never Stops (DVD)
A The Torture Never Stops Frank Zappa 2008-ban, posztumusz megjelent koncert-DVD-je.
Zappa minden év október 31-én (Halloweenkor) nagy koncerteket adott a New York-i Palladiumban, ez a DVD az 1981-es fellépéssorozat felvételeiből áll. Két koncert volt aznap este (az egyiket az MTV élőben közvetítette), a műsor mindkét előadás anyagából válogat. A DVD-kiadás fülszövegét Scott Thunes írta.

## Program
1. Black Napkins
2. Montana
3. Easy Meat
4. Beauty Knows No Pain
5. Charlie’s Enormous Mouth
6. Fine Girl
7. Teen-age Wind
8. Harder Than Your Husband
9. Bamboozled By Love
10. We’re Turning Again
11. Alien Orifice
12. Flakes
13. Broken Hearts Are for Assholes
14. You Are What You Is
15. Mudd Club
16. The Meek Shall Inherit Nothing
17. Dumb All Over
18. Heavenly Bank Account
19. Suicide Chump
20. Jumbo Go Away
21. Stevie’s Spanking
22. The Torture Never Stops
23. Strictly Genteel
24. The Illinois Enema Bandit

## A zenészek
1. Frank Zappa – gitár, ének
2. Steve Vai – gitár
3. Ray White – gitár, ének
4. Scott Thunes – basszusgitár
5. Chad Wackerman – dobok
6. Ed Mann – ütőhangszerek
7. Tommy Mars – billentyűk, ének
8. Bobby Martin – billentyűk, ének

## Extrák
1. Teen-age Prostitute
2. City Of Tiny Lites
3. You Are What You Is – music video
4. Képgaléria

## Információk az egyes dalokról
- A felvétel néhány száma a The Dub Room Special! DVD-n is szerepel (Stevie's Spanking, Flakes, Easy Meat), két szám hanganyaga pedig a The Dub Room Special! CD-n (Easy Meat, Stevie's Spanking).
- Az Illinois Enema Bandit ugyanezen változata hallható a One Shot Deal CD-n.
- A Heavenly Bank Account című számban Zappa kétszer is elmondja (a dal szövegétől nem függetlenül): „Adóztassák meg az egyházat!”. Ugyanez hallható a You Can’t Do That on Stage Anymore Vol. 1 lemezen is, ott a kísérőfüzetben meg is jegyzi: „A koncertet az MTV élőben közvetítette. Elég valószínűtlen, hogy ezek után még egyszer odaengedjenek”.

## Külső hivatkozások
- Olvasói vélemények a Kill Ugly Radio honlapon
- Zappa.com
- K.L. Poore kritikája az Audio Video Revolution oldalon